# Sodalicio de Vida Cristiana

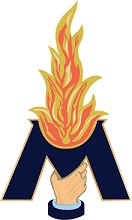

Sodalicio de Vida Cristiana (spanisch für „Sodalität des christlichen Lebens“; auf Lateinisch Sodalitium Christianae Vítae, kurz SCV) war eine in Peru entstandene Kongregation päpstlichen Rechtes. Papst Franziskus löste die Gemeinschaft wegen Machtmissbrauchs und Fällen von sexualisierter Gewalt am 18. Januar 2025 auf.
Die Leitung der Gemeinschaft hatte ein Generaloberer, der alle sechs Jahre gewählt wurde. Letzter Generaloberer war der Kolumbianer José David Correa González.

## Geschichte
Die Kongregation wurde am 8. Dezember 1971 in Lima von Luis Fernando Figari als private Vereinigung von Gläubigen gegründet. Der erste Priester der Gemeinschaft wurde 1981 geweiht. 1986 gründete die Gemeinschaft ihre erste Niederlassung außerhalb Perus in Brasilien. Luis Figari bekämpfte die Theologie der Befreiung. Er versuchte, ihr eine „Theologie der Versöhnung“ entgegenzusetzen.
Am 22. Februar 1994 wurde die Gemeinschaft zu einer Kongregation bischöflichen Rechts erhoben und am 8. Juli 1997 von Papst Johannes Paul II. zur Kongregation päpstlichen Rechtes erhoben.
2003 wurde eine Niederlassung in US-Bundesstaat Colorado gegründet. 2010 trat der Gründer der Gemeinschaft von seinem Amt als Generaloberer zurück, und im Januar 2011 wurde Eduardo Regal Villa zum Nachfolger gewählt. 2019 folgte ihm José David Correa González.
Am 10. Januar 2018 beauftragte Papst Franziskus Noel Antonio Londoño Buitrago mit der kommissarischen Führung der Gemeinschaft, da dem Gründer Figari und weiteren führenden Mitgliedern sexueller Missbrauch von Kindern vorgeworfen wurde. Die Verwaltung wurde im Januar 2019 wieder aufgehoben. Im August 2024 schloss das vatikanische Ordensdikasterium Figari durch einen Rechtsakt formal aus der von ihm gegründeten Gemeinschaft aus.
Papst Franziskus schloss am 25. September 2024 zehn ehemalige Mitglieder der Gemeinschaft durch ein Dekret aus, das er „in forma specifica“ unterzeichnete und das dadurch nicht abgeändert werden kann. Zu den Betroffenen zählen der frühere Erzbischof von Piura, José Antonio Eguren Anselmi, und weitere führende Mitglieder. Der Ausschluss erfolgte nach einer kirchenrechtlichen Untersuchung im Juli und August 2023 wegen Vorwürfen von Machtmissbrauch, sadistischer Gewalt und körperlicher Misshandlung sowie sektenartiger Methoden. Nach einem Teil der Verbrechen zahlte Sodalicio an die Betroffenen, nämlich von 2016 bis 2024 in 83 Fällen von Missbrauch, darunter 15 Fälle des sexuellen Missbrauchs von Kindern und Jugendlichen im Alter zwischen 11 und 17 Jahren, 18 Fälle des sexuellen Missbrauchs von Erwachsenen und 50 Fälle „anderer Arten von Missbrauch“ wie physischer und psychischer Missbrauch sowie Machtmissbrauch.
Am 18. Januar 2025 löste Papst Franziskus die Bewegung kirchenrechtlich auf. Am 31. Januar 2025 teilte die Organisation mit, dass sie die Entscheidung des Papstes akzeptiere; zugleich entschuldigte sie sich bei den von Missbrauch betroffenen Mitgliedern der Kongregation. Zum 1. April wurde auch die „Marianische Gemeinschaft der Versöhnung“ (MCR), ein Frauenzweig von Sodalicio, aufgelöst. Nach Aussagen von ehemaligen Mitgliedern wurden in diesem Zweig dieselben Methoden wie im Männerzweig angewendet, aber von der Leitung der Germeinschaft heruntergespielt. Viele Mitglieder berichteten von ernsthaften gesundheitlichen Problemen wie Depressionen und Angstzuständen.

## Bischöfe
Die folgenden Bischöfe waren Mitglied der Kongregation:
- José Antonio Eguren Anselmi (* 1956)
- Kay Martin Schmalhausen Panizo (* 1964; Austritt 2018)